# Saison 20 de New York, police judiciaire
Chronologie
Saison 19 Saison 21
Cet article présente la vingtième saison de New York, police judiciaire, série télévisée américaine diffusée sur NBC.

## Distribution

### Acteurs principaux
- Jeremy Sisto : détective Cyrus Lupo
- Anthony Anderson : détective Kevin Bernard
- S. Epatha Merkerson : lieutenant Anita Van Buren
- Linus Roache : premier substitut du procureur Michael Cutter
- Alana de la Garza : substitut du procureur Connie Rubirosa
- Sam Waterston : procureur Jack McCoy

## Production
Le 18 mai 2009, la série est renouvelée pour une vingtième saison.
La saison est constituée de vingt-trois épisodes et diffusée du 25 septembre 2009 au 24 mai 2010 sur NBC.

## Épisodes

### Épisode 1:Le Côté obscur
- États-Unis : 25 septembre 2009 sur NBC

- États-Unis : 6,29 millions de téléspectateurs (première diffusion)

### Épisode 2:Sous le charme
- États-Unis : 2 octobre 2009 sur NBC

- États-Unis : 6,68 millions de téléspectateurs (première diffusion)

### Épisode 3:Une bombe peut en cacher une autre
- États-Unis : 9 octobre 2009 sur NBC

- États-Unis : 7,23 millions de téléspectateurs (première diffusion)

### Épisode 4:Course à l'audience
- États-Unis : 16 octobre 2009 sur NBC

- États-Unis : 7,60 millions de téléspectateurs (première diffusion)

### Épisode 5:Pour ou contre
- États-Unis : 23 octobre 2009 sur NBC

- États-Unis : 7,17 millions de téléspectateurs (première diffusion)

### Épisode 6:Traque en ligne
- États-Unis : 30 octobre 2009 sur NBC

- États-Unis : 7,00 millions de téléspectateurs (première diffusion)

### Épisode 7:Les Enfants perdus
- États-Unis : 6 novembre 2009 sur NBC

- États-Unis : 7,99 millions de téléspectateurs (première diffusion)

### Épisode 8:Au-delà de l'évidence
- États-Unis : 6 novembre 2009 sur NBC

- États-Unis : 8,41 millions de téléspectateurs (première diffusion)

### Épisode 9:Innocente complice
- États-Unis : 13 novembre 2009 sur NBC

- États-Unis : 7,50 millions de téléspectateurs (première diffusion)

### Épisode 10:L'Âme du quartier
- États-Unis : 20 novembre 2009 sur NBC

- États-Unis : 7,52 millions de téléspectateurs (première diffusion)

### Épisode 11:Les Méfaits de l'alliance
- États-Unis : 11 décembre 2009 sur NBC

- États-Unis : 8,77 millions de téléspectateurs (première diffusion)

### Épisode 12:Les Maîtres-chanteurs
- États-Unis : 15 janvier 2010 sur NBC

- États-Unis : 7,32 millions de téléspectateurs (première diffusion)

### Épisode 13:La Double vie de Bonnie
- États-Unis : 1er mars 2010 sur NBC

- États-Unis : 7,58 millions de téléspectateurs (première diffusion)

### Épisode 14:Madame le proviseur
- États-Unis : 1er mars 2010 sur NBC

- États-Unis : 7,86 millions de téléspectateurs (première diffusion)

### Épisode 15:Jeux de masque
- États-Unis : 8 mars 2010 sur NBC

- États-Unis : 5,18 millions de téléspectateurs (première diffusion)

### Épisode 16:Rien de personnel
- États-Unis : 15 mars 2010 sur NBC

- États-Unis : 6,90 millions de téléspectateurs (première diffusion)

### Épisode 17:Sous pression
- États-Unis : 22 mars 2010 sur NBC

- États-Unis : 5,93 millions de téléspectateurs (première diffusion)

### Épisode 18:Climat dangereux
- États-Unis : 29 mars 2010 sur NBC

- États-Unis : 6,01 millions de téléspectateurs (première diffusion)

### Épisode 19:La Dame de cœur
- États-Unis : 3 mai 2010 sur NBC

- États-Unis : 6,18 millions de téléspectateurs (première diffusion)

### Épisode 20:Une bonne année pour mourir
- États-Unis : 10 mai 2010 sur NBC

- États-Unis : 6,17 millions de téléspectateurs (première diffusion)

### Épisode 21:La Couleur du sang
- États-Unis : 17 mai 2010 sur NBC

- États-Unis : 5,91 millions de téléspectateurs (première diffusion)

### Épisode 22:Enfin veuve
- États-Unis : 17 mai 2010 sur NBC

- États-Unis : 6,24 millions de téléspectateurs (première diffusion)

### Épisode 23:La Chambre froide
- États-Unis : 24 mai 2010 sur NBC

- États-Unis : 7,60 millions de téléspectateurs (première diffusion)